# Monophorus erythrosoma
Monophorus erythrosoma is een slakkensoort uit de familie van de Triphoridae. De wetenschappelijke naam van de soort is voor het eerst geldig gepubliceerd in 1978 door Bouchet & Guillemot.